# Alair de Souza Camargo Júnior
Alair de Souza Camargo Júnior (sinh ngày 27 tháng 1 năm 1982) là một cầu thủ bóng đá người Brasil.

## Sự nghiệp câu lạc bộ
Alair de Souza Camargo Júnior đã từng chơi cho Shimizu S-Pulse, Ventforet Kofu, Ehime FC và Kyoto Sanga FC.